# Falling into You (singolo)
Falling into You è una canzone della cantante canadese Céline Dion, registrata per il suo quarto album in lingua inglese, Falling into You (1996) e uscita come primo singolo promozionale in Europa e in Australia nel febbraio 1996. In America fu pubblicato Because You Loved Me come singolo apripista per la promozione dell'album. Falling into You è stata prodotta da Billy Steinberg e Rick Nowels e registrata per la prima volta dalla cantante argentina Marie-Claire D'Ubaldo, co-autrice del brano coi due citati produttori, per il suo album eponimico pubblicato nel 1994.
La cantante americana Belinda Carlisle fece un provino per la cover di Falling into You per una possibile inclusione nel suo album del 1996 A Woman and a Man, ma a malincuore rinunciò alla canzone dopo un disaccordo con il suo produttore discografico Miles Copeland.

## Antefatti e contenuti
Céline Dion nella sua biografia autorizzata, Celine Dion: For Keeps rivelò il processo di registrazione di questa canzone:

## Videoclip musicale e pubblicazioni
Per la promozione del singolo fu realizzato un videoclip musicale, diretto dal regista inglese Nigel Dick e girato tra il 18 e il 19 gennaio 1996 a Gorbio, in Francia, e pubblicato nel febbraio 1996. Il videoclip mostra questo borgo francese dove c'è aria di feste e allegrai portate da un circo di cui ne fa parte anche Céline. Alla protagonista (in questo caso è la Dion) vengono recapitati da un bambino un mazzo di fiori con una lettera su cui è scritto "Good luck Céline" (Buona fortuna Céline). Altre scene mostrano Céline in camerino mentre si prepara per lo spettacolo e scene dove la cantante è appoggiata ad un muro pensando a quella lettera e al messaggio che portava. Il videoclip termina con l'incontro tra Céline e un ragazzo.
Questa canzone è stata inserita in molte raccolte pubblicate dalla Dion come l'edizione australiana di All The Way ... A Decade of Song (1999), 2000 The Collector's Series Volume One (2000) e nelle'edizione europea di My Love: Essential Collection (2008).

## Recensioni da parte della critica e successo commerciale
Il senior editor di AllMusic, Stephen Thomas Erlewine, definì questa canzone come una delle colonne portanti dell'album Falling into You.
La canzone raggiunse la prima posizione delle classifiche in Spagna. Il brano raggiunse anche la top ten in Norvegia e Regno Unito. In gran parte d'Europa il singolo raggiunse la top 20 ad eccezione di Germania e Svezia, dove raggiunse rispettivamente la posizione 71 e 44.
Falling into You vendette 170 000 copie solo nel Regno Unito e 165 000 copie in Francia.

## Interpretazioni dal vivo
Céline Dion interpretò Falling into You durante una delle cinque serate della 46ª edizione del Festival di Sanremo. Il brano è stato interpretato anche durante il Falling into You: Around the World, il tour promozionale tenutosi nel 1996-97 e anche durante il tour Celine Dion Live 2018. Dopo quest'ultima tournée avvenuta in Asia e Australia, Céline pubblicò una raccolta intitolata The Best So Far... 2018 Tour Edition, contenente tra i tanti successi anche il brano Falling into You.

## Formati e tracce
CD Singolo Promo (Australia) (Epic: SAMP 742)
1. Falling into You – 4:18 (Billy Steinberg, Rick Nowels, Marie-Claire D'Ubaldo)

CD Singolo (Australia) (Epic: 662644 2)
1. Falling into You – 4:18 (Steinberg, Nowels, D'Ubaldo)
2. I Don't Know – 4:38 (testo: Phil Galdston – musica: J. Kapler, Jean-Jacques Goldman)
3. Le ballet – 4:23 (Goldman)

CD Singolo Promo (Europa; Spagna) (Columbia: SAMPCD 3213; CBS/Sony: COL 662877 2)
1. Falling into You – 4:16 (Nowels, Steinberg)

CD Singolo (Europa; Spagna) (Columbia: COL 662877 1; CBS/Sony: 662877 1)
1. Falling into You – 4:18 (Steinberg, Nowels, D'Ubaldo, Rick)
2. I Don't Know – 4:38 (testo: Galdston – musica: Goldman, Kapler, Galdston)

CD Maxi Singolo (Europa; Spagna) (Columbia: COL 662877 2; CBS/Sony: 662877 2)
1. Falling into You – 4:18 (Steinberg, Nowels, D'Ubaldo)
2. I Don't Know – 4:38 (testo: Galdston – musica: Goldman, Kapler, Galdston)
3. Le ballet – 4:23 (Goldman)

CD Singolo (Francia) (Columbia: COL 662877 9)
1. Falling into You – 4:18 (Steinberg, Nowels, D'Ubaldo)
2. Le ballet – 4:26 (Goldman)

CD Singolo Promo (Regno Unito) (Epic: XPCD 3026)
1. Falling into You – 4:16 (Steinberg, Nowels, D'Ubaldo)

CD Singolo (Regno Unito) (Epic: 662979 2)
1. Falling into You – 4:17 (Steinberg, Nowels, D'Ubaldo)
2. I Don't Know – 4:37 (testo: Galdston – musica: Goldman, Kapler, Galdston)
3. Le ballet – 4:19 (Goldman)

CD Singolo (Regno Unito) (Epic: 662979 5)
1. Falling into You – 4:17 (Steinberg, Nowels, D'Ubaldo)
2. If That's What It Takes (English Language Version of "Tu M'Aimes Encore") – 4:09 (testo: Galdston – musica: Goldman)
3. The Colour Of My Love – 3:23 (David Foster, Arthur Janov)

CD Maxi Singolo (Sudafrica) (Columbia: CDSIN 93 I)
1. Falling into You – 4:18 (Steinberg, Nowels, D'Ubaldo)
2. I Don't Know – 4:38 (testo: Galdston – musica: Goldman, Kapler, Galdston)
3. Le ballet – 4:23 (Goldman)

LP Singolo 7" (Francia) (Columbia: 662877 7)
1. Falling into You – 4:18 (Steinberg, Nowels, D'Ubaldo)
2. Le ballet – 4:26 (Goldman)

LP Singolo 7" (Europa) (Columbia: COL 662877 6)
1. Falling into You – 4:18 (Steinberg, Nowels, D'Ubaldo)
2. I Don't Know – 4:38 (testo: Galdston – musica: Goldman, Kapler, Galdston)
3. Le ballet – 4:26 (Goldman)

MC Singolo (Australia) (Epic: 662644 8)
1. Falling into You – 4:17 (Steinberg, Nowels, D'Ubaldo)
2. Le ballet – 4:27 (Goldman)
3. I Don't Know – 4:37 (testo: Galdston – musica: Kapler, Goldman)

MC Singolo (Regno Unito) (Epic: 662979 4)
1. Falling into You – 4:17 (Steinberg, Nowels, D'Ubaldo)
2. I Don't Know – 4:37 (testo: Galdston – musica: Kapler, Goldman)

## Classifiche

### Classifiche settimanali
| Classifica (1996)                                      | Posizione massima raggiunta |
| ------------------------------------------------------ | --------------------------- |
| Australia (ARIA)                                       | 12                          |
| Austria (Ö3 Austria Top 40)                            | 28                          |
| Belgio Fiandre (Ultratop 50)                           | 20                          |
| Belgio Vallonia (Ultratop 50)                          | 11                          |
| Europa (Eurochart Hot 100 Singles)                     | 11                          |
| Francia (SNEP)                                         | 11                          |
| Germania (MegaCharts)                                  | 71                          |
| Irlanda (IRMA)                                         | 15                          |
| Islanda (Íslenski Listinn Topp 40)                     | 20                          |
| Italia (Musica e dischi)                               | 19                          |
| Norvegia (VG-lista)                                    | 8                           |
| Nuova Zelanda (The Official NZ Music Charts)           | 21                          |
| Paesi Bassi (Dutch Top 40)                             | 21                          |
| Paesi Bassi (Single Top 100)                           | 18                          |
| Polonia (ZPAV)                                         | 3                           |
| Regno Unito (Official Singles Chart Top 100)           | 10                          |
| Scozia (Official Scottish Singles Sales Chart Top 100) | 15                          |
| Spagna (PROMUSICAE)                                    | 1                           |
| Svezia (Sverigetopplistan)                             | 44                          |
| Svizzera (Schweizer Hitparade)                         | 19                          |
| Ungheria (Mahasz)                                      | 10                          |

### Classifiche di fine anno
| Classifica (1996)                                           | Posizione |
| ----------------------------------------------------------- | --------- |
| Belgio Vallonia (Ultratop 50 Singles rapports annuels 1996) | 67        |
| Francia (SNEP - Classement Singles année 1996)              | 92        |
| Paesi Bassi (Dutch Top 40)                                  | 165       |
| Regno Unito (Official Singles Charts - 1996)                | 81        |

## Crediti e personale
Registrazione
- Registrato a Los Angeles (CA) ai Mandeville Studios, Track Record Studios, Westlake Audio, Ocean Way Recording

Personale
- Cori - Céline Dion, Marie Vidal, Marie-Claire D'Ubaldo
- Mixato da - Steve MacMillan
- Musica di - Rick Nowels, Billy Steinberg, Marie-Claire D'Ubaldo
- Produttore - Rick Nowels, Billy Steinberg
- Produttore esecutivo - John Doelp, Vito Luprano
- Testi di - Rick Nowels, Billy Steinberg, Marie-Claire D'Ubaldo

## Cronologia di pubblicazione
| Paese       | Data             | Formato           |
| ----------- | ---------------- | ----------------- |
| Australia   | 1996             | Musicassetta      |
| Australia   | 12 febbraio 1996 | CD                |
| Europa      | 1996             | CD • Vinile (12") |
| Francia     | 1996             | CD • Vinile (7")  |
| Regno Unito | 1996             | CD • Musicassetta |
| Spagna      | 1996             | CD                |
| Sudafrica   | 19 febbraio 1996 | CD Maxi           |